# Тадеуш Литински
Тадѐуш Литѝнски (на полски: Tadeusz Lityński) е полски римокатолически духовник, викарен епископ на Жельоногурско-Гожовската епархия (2012 – 2015) и неин епископ от 2016 година, титулярен епископ на Чемериняно (2012 – 2015).

## Биография
Тадеуш Литински е роден на 14 юни 1962 година в Кожухов, близо до Нова Сул. Завършва Техникум по електротехника в Жельона Гура. През 1982 година постъпва във Висшата духовна семинария в Гошчиково. Ръкоположен е за свещеник през 1988 година, след което служи като викарий в енориите „Св. Вартоломей“ в Олобок (1988 – 1990) и „Пресвета Дева Мария“ в Глогов (1990 – 1993). Получава магистърска степен по библейско богословие в Люблинския католически университет (1991) и канонично право в Католическата богословска академия във Варшава (1999). В периода 1993 – 2000 година работи като нотариус при Църковния съд в Гожов Велкополски. От 2000 година е енорийски свещеник на енорията „Света Троица“ в Охля, район на Жельона Гура, а от 2006 година на енорията „Христос Крал“ в Гожов Велкополски. В 2012 година му е дадено достойството „капелан на Негово светейшество Бенедикт XVI“.
На 28 април 2009 година папа Бенедикт XVI го номинира за викарен епископ на Жельоногурско-Гожовската епархия и титулярен епископ на Череминяно. Приема епископско посвещение (хиротония) на 16 юни от ръката на арх. Челестино Мильоре, апостолически нунций в Полша, в съслужие с Анджей Дженга, шчечинско-каменски митрополит и Стефан Регмунт, жельоногурско-гожовски епископ. На 23 ноември 2015 година е номиниран за жельоногуско-гожовски епископ от папа Франциск. Влиза в Гожовската катедрала като епископ на 5 януари 2016 година.